# Distonía cervical
Distonía cervical, también conocida como tortícolis espamódica, ocurre cuando espamos musculares en el cuello causan que la cabeza se tuerza. Generalmente causa que la cabeza se ladee hacia un hombro con la barbilla girada hacia el otro. A menudo cursa con dolor y la condición puede durar meses o años. Generalmente resuelve durante sueño. Las complicaciones pueden incluir artritis en el cuello.
En la mayor parte de los casos la causa es desconocida. A veces el trastorno se desarrolla a raíz de: una lesión, uso de medicación, mutación genética, daño en el cerebro, encefalitis viral, tiroides alto, la enfermedad de Wilson, enfermedad de Huntington, o kernicterus. Puede desencadenarse días o incluso meses después de una lesión. El mecanismo subyacente por lo general son espasmos del esternocleidomastoideo. El diagnóstico se basa en los síntomas.
La distonía cervical puede ser tratada con anticolinérgicos, benzodiazepinas, baclofen, toxina botulínica, o estimulación cerebral profunda. Aproximadamente 1 persona de cada 10,000 la sufrirá cada año. El cuello es la zona más comúnmente afectada por distonía. Se inicia a menudo entre los 40 a 60 años. Las mujeres son más propensas que los hombres.